# Dietmar Bock
Dietmar Bock (* 7. Juni 1959 in Oberndorf am Neckar) ist ein deutscher Diplomat, der unter anderem zwischen 2010 und 2013 erster Botschafter der Bundesrepublik Deutschland in Dschibuti war.

## Leben
Nach einer Reserveoffiziersausbildung bei den Gebirgsjägern in Berchtesgaden (Oberleutnant d.R.) studierte er Rechtswissenschaften in Regensburg und Tübingen. Nach Ablegung der Ersten Juristischen Staatsprüfung im Juni 1986 und Ableistung der Zivilstation des Referendariats trat er im Mai 1987 als Angehöriger der 42. Crew in den Auswärtigen Dienst ein.
Nach Ablegung der Laufbahnprüfung im April 1989 folgte bis 1991 eine erste Auslandsverwendung als Rechts-, Presse- und Kulturreferent an der Deutschen Botschaft in Guatemala-Stadt, der sich von 1991 bis 1994 eine Tätigkeit als Referent für Rechts-, insbesondere Asylfragen an der Deutschen Botschaft Damaskus anschloss.
Ab dem Jahr 1994 folgte eine Verwendung im NATO-Referat der Zentrale in Bonn. Von 1997 bis 2001 war Bock Wirtschaftsreferent an der Deutschen Botschaft in Canberra. Danach war er als stellvertretender Referatsleiter Türkei/Zypern/Malta in der Zentrale in Berlin tätig.
Von 2004 bis 2007 war Bock als Referatsleiter für Internationale Angelegenheiten in der Thüringer Staatskanzlei in Erfurt eingesetzt. Im Anschluss daran arbeitete er von 2007 bis 2010 als Ständiger Vertreter des Leiters am Deutschen Generalkonsulat Los Angeles mit der Zuständigkeit für Wirtschafts-, Energie- und Umweltfragen.
Von Juni 2010 bis Juli 2013 war Bock der erste deutsche Botschafter mit Sitz in der Republik Dschibuti. Sein dortiger Nachfolger wurde Wolfgang Piecha, der vorher Ständiger Vertreter des Botschafters in Mexiko war.
Von Juli 2013 bis Juli 2016 war er deutscher Generalkonsul in Recife / Pernambuco mit der Zuständigkeit für die neun Bundesstaaten Nordostbrasiliens.
Ab Juli 2016 bis Mitte Juli 2019 folgte eine Verwendung als Verbindungsbeamter des Auswärtigen Amts beim Abteilungsleiter Strategie und Einsatz im Bundesministerium der Verteidigung.
Seit dem 19. Juli 2019 leitet er das Regionale Deutschlandzentrum Afrika mit Sitz in Pretoria.
Er ist seit 1989 verheiratet.